# EIF4A
真核起始因子4A（英語：eukaryotic translation Initiation Factor 4A，简称为eIF4A）是一种ATP依赖性RNA结合蛋白，一种RNA依赖性ATP酶，和一种RNA解旋酶，它在真核翻译起始进程中发挥重要作用。它被认为可以解开mRNA的5'端非翻译区的二级和三级结构，以使核糖体的附着更容易，同时允许核糖体进行起始密码子扫描。
eIF4A在人体中有三个亚型：eIF4A-1、eIF4A-2和eIF4A-3。

## 结构
eIF4A是DEAD盒RNA解旋酶超家族成员，其氨基酸序列中具有8个保守区，保守区内含有一致的特殊序列。已知的解旋酶结构具有两个结构域：RNA结合结构域和ATP酶结构域；保守区，包括ATP结合位点，线性排列在两个结构域之间的裂缝中。酵母的eIF4A（缺少RNA结合结构域）的N端ATP酶结构域包含一个七个β链组成的扭曲的β折叠片，其两侧分别有4个和5个α螺旋。而最近对人类eIF4A的结构研究发现，eIF4A的两个结构域都为α/β型折叠，且在结合RNA前后发生了构象变化。

## 功能
eIF4A的解旋功能可能是因为ATP结合和水解引起蛋白质结构变化和RNA亲合性的变化。虽然如此，单独存在的eIF4A只是一种低效的解旋酶，因为它从单链RNA上脱离的速率远大于水解ATP的速率。而eIF4A的解旋酶活性可被eIF4B，eIF4H和eIF4F增强。现在还不清楚这些因子是否或如何通过与eIF4A的相互作用改变了酶的动力学参数，例如通过增强它与RNA的亲合性从而带来活性的提高。
在真核生物中，eIF4A可以以自由形式存在或者作为eIF4F的一部分。在哺乳动物中eIF4A是结合eIF4G的两个位点上，在酵母中结合在eIF4G的一个单独位点上。它同样可结合翻译调控因子p97和PABP作用蛋白（PABP-interacting protein，PAIP）。